# Morti nel 1143
| Questa pagina contiene informazioni ricavate automaticamente dalle voci biografiche con l'ausilio del template Bio e di un bot. L'aggiornamento è periodico e automatico e ricostruisce completamente la pagina. Se manca una persona in questa lista, sei pregato di non aggiungerla, ma accertati piuttosto che la sua voce biografica contenga il template Bio e che i dati anagrafici siano correttamente compilati. Se il template Bio manca, inseriscilo tu stesso o, in alternativa, metti l'avviso {{tmp\|Bio}} che ne segnala la mancanza. Se i dati riportati sono sbagliati, correggi direttamente la voce biografica; le modifiche saranno visibili in questa lista entro pochi giorni. Per chiarimenti vedi il progetto biografie. La lista contiene solo le 14 persone che sono citate nell'enciclopedia e per le quali è stato implementato correttamente il template Bio. Pagina aggiornata al 10 lug 2025. |

- 26 gennaio - Ali ibn Yusuf, sultano
- 6 febbraio - Ugo II di Borgogna, duca (n. 1084)
- 8 aprile - Giovanni II Comneno, imperatore bizantino (n. 1087)
- 18 aprile - Gertrude di Supplimburgo, nobile tedesca (n. 1115)
- 24 giugno - Ermesinde di Lussemburgo, nobile germanica
- 16 agosto - Hariulfo di Oudenburg, abate francese
- 24 settembre - Agnese di Waiblingen, nobile tedesca (n. 1072)
- 24 settembre - Papa Innocenzo II, papa, vescovo cattolico e cardinale italiano
- 13 novembre - Folco V d'Angiò, cavaliere medievale franco
- 24 dicembre - Miles de Gloucester, I conte di Hereford, nobile inglese
- Yelü Dashi (n. 1087)
- Gilberto di Limerick, vescovo cattolico e santo irlandese
- Anarawd ap Gruffydd, principe
- Leone di Costantinopoli, arcivescovo ortodosso bizantino